# Leonardo-da-Vinci-Gymnasium (Berlin)
Das Leonardo-da-Vinci-Gymnasium (kurz: LdV) ist ein Berliner Gymnasium im Ortsteil Buckow im Bezirk Neukölln. Die Schule ist nach dem italienischen Maler, Bildhauer, Architekten, Anatom, Mechaniker, Ingenieur und Naturphilosophen Leonardo da Vinci benannt.
Seit Oktober 2010 trägt das Leonardo-da-Vinci-Gymnasium auf Empfehlung des Weltfriedensdienstes den Titel Friedensschule, da die Schüler der Mittelstufe sich regelmäßig an der jährlichen Aktion Arbeit für den Frieden – Tag für Afrika beteiligen. Durch diese Arbeit wird ein besonders hohes Spendenaufkommen erzielt, mit dem verschiedene Jugendprojekte in Afrika unterstützt werden.

## Profil

### Unterricht
Der Unterricht findet im Blockmodell statt. Es wird für die Klassen 7 und 8 Unterricht in den Fächern Deutsch, Mathe, Englisch, Physik, Chemie, Biologie, Musik, Kunst, Sport, sowie Französisch oder Latein oder Chinesisch sowie auf freiwilliger Basis Religion angeboten. Ab Klasse 9 wird zusätzlich ein Wahlpflichtfach belegt. Dabei kann zwischen Kunst, „Natur, Umwelt, Technik“, Kulturwerkstatt oder einer dritten Fremdsprache (Latein, Chinesisch oder Französisch) ausgewählt werden.

### Zusätzliches Angebot
Das Leonardo-da-Vinci-Gymnasium bietet eine Vielzahl von Arbeitsgemeinschaften an. Nach dem Unterricht kann an freiwilligen kostenlosen Nachmittagsprogrammen teilgenommen werden. Naturwissenschaftlich interessierte Schüler werden zur Teilnahme am bundesweiten Wettbewerb Jugend forscht oder der Mathematik-Olympiade ermuntert. Die Schülerzeitung mona ist preisgekrönt. Eine Besonderheit ist die berlinweit einzige Reptilien-AG. Die Schule tritt jährlich bei dem Wettbewerb Jugend debattiert an. Eine genaue Liste aller Arbeitsgemeinschaften des Leonardo-da-Vinci-Gymnasiums findet sich auf der Homepage wieder.
Regelmäßig finden mit Partnerschulen Austausche statt. Die LdV hat Partnerschaften mit Schulen in Montpellier (Frankreich), Peking (China), Fredrikstad (Norwegen) und Antwerpen (Belgien).

## Soziales Engagement
Neben dem jährlichen Tag für Afrika betreibt das Leonardo-da-Vinci-Gymnasium weitere soziale Projekte, wie die Unterstützung von zwei Patenkindern im SOS-Kinderdorf Maputo in Mosambik.
Ein durch die Schüler organisierter Arbeitskreis unterstützt eine nahe gelegene Flüchtlingsunterkunft.

## Bekannte ehemalige Schüler
- Peer Kusmagk (* 1975), Schauspieler und Fernsehmoderator
- Frank Bradke (* 1969), Neurobiologe, Träger des Gottfried-Wilhelm-Leibniz-Preis[10]